# Championnat du Luxembourg de football 2008-2009
Navigation
Saison précédente Saison suivante
La saison 2008-2009 de Division nationale est la quatre-vingt-quinzième édition de la première division luxembourgeoise.
Lors de cette saison, le F91 Dudelange a conservé son titre de champion face aux treize meilleurs clubs luxembourgeois lors d'une série de matchs se déroulant sur toute l'année.
Les quatorze clubs participants au championnat ont été confrontés à deux reprises aux treize autres.
Malgré la disparition de la Coupe Intertoto en 2008, trois places étaient encore qualificatives pour les compétitions européennes, la quatrième place étant celle décernée au vainqueur de la Coupe du Luxembourg 2008-2009.

## Qualifications en coupe d'Europe
À l'issue de la saison, le champion s'est qualifié pour le 1er tour de qualification des champions de la Ligue des champions 2009-2010.
Le vainqueur de la  Coupe du Luxembourg prendra la première place en Ligue Europa 2009-2010, s'il ne s'agit pas du champion, dans le cas contraire la place reviendra au deuxième du championnat. Les deux autres places en Ligue Europa sont revenues aux deuxième et troisième du championnat si ceux-ci ne sont pas déjà qualifiés par un autre biais, si c'est effectivement le cas, le finaliste de la Coupe du Luxembourg prendra une de ces deux places. Il est à noter que ces deux dernières places ne sont qualificatives que pour le premier tour de qualification et non pour le deuxième comme la première.

## Les 14 clubs participants

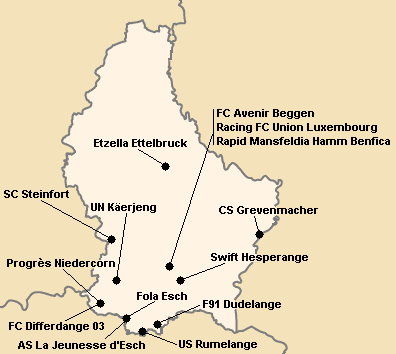
Localisation des clubs engagés dans le championnat.

| Club                                  | Stade                | Capacité | Ville            |
| ------------------------------------- | -------------------- | -------- | ---------------- |
| UN Käerjeng                           | Um Beschel           | 1 000    | Bascharage       |
| F91 Dudelange                         | Jos Nosbaum          | 4 650    | Dudelange        |
| AS La Jeunesse d'Esch                 | La Frontière         | 4 200    | Esch-sur-Alzette |
| Etzella Ettelbruck                    | Centre Sportif Deich | 2 200    | Ettelbruck       |
| CS Grevenmacher                       | Op Flohr             | 4 000    | Grevenmacher     |
| Swift Hesperange                      | Holleschbierg        | 2 000    | Hesperange       |
| Racing FC Union Luxembourg            | Achille Hammerel     | 5 900    | Luxembourg       |
| FC Differdange 03                     | Thillenberg          | 6 000    | Differdange      |
| Fola Esch (promu de D2)               | Emile Mayrisch       | 3 900    | Esch-sur-Alzette |
| US Rumelange (promu de D2)            | Municipal            | 3 000    | Rumelange        |
| Progrès Niedercorn                    | Jos Haupert          | 2 800    | Differdange      |
| Sporting Club Steinfort (promu de D2) | Demy Steichen        | 1 300    | Steinfort        |
| Rapid Mansfeldia Hamm Benfica         | Luxembourg-Cents     | 2 800    | Luxembourg       |
| FC Avenir Beggen                      | Henri Dunant         | 4 900    | Luxembourg       |

## Compétition

### Classement
Le classement est établi sur le barème de points classique (victoire à 3 points, match nul à 1, défaite à 0).
Pour départager les égalités, on tient d'abord compte de la différence de buts générale, puis du nombre de buts marqués, puis des confrontations directes et enfin si la qualification ou la relégation est en jeu, les deux équipes jouent une rencontre d'appui sur terrain neutre.
| Rang | Équipe                        | Pts | J  | G  | N  | P  | Bp | Bc | Diff |
| ---- | ----------------------------- | --- | -- | -- | -- | -- | -- | -- | ---- |
| 1    | F91 Dudelange (T) (C)         | 62  | 26 | 19 | 5  | 2  | 70 | 18 | +52  |
| 2    | FC Differdange 03             | 51  | 26 | 15 | 6  | 5  | 51 | 37 | +14  |
| 3    | CS Grevenmacher               | 46  | 26 | 12 | 10 | 4  | 55 | 29 | +26  |
| 4    | AS La Jeunesse d'Esch         | 46  | 26 | 12 | 10 | 4  | 45 | 26 | +19  |
| 5    | Fola Esch (P)                 | 39  | 26 | 11 | 6  | 9  | 43 | 42 | +1   |
| 6    | Rapid Mansfeldia Hamm Benfica | 37  | 26 | 10 | 7  | 9  | 38 | 29 | +9   |
| 7    | Progrès Niedercorn            | 36  | 26 | 9  | 9  | 8  | 53 | 44 | +9   |
| 8    | Etzella Ettelbruck            | 32  | 26 | 8  | 8  | 10 | 43 | 48 | -5   |
| 9    | UN Käerjeng                   | 31  | 26 | 9  | 4  | 13 | 39 | 42 | -3   |
| 10   | Racing FC Union Luxembourg    | 30  | 26 | 8  | 6  | 12 | 45 | 48 | -3   |
| 11   | Swift Hesperange              | 29  | 26 | 8  | 5  | 13 | 29 | 41 | -12  |
| 12   | US Rumelange (P)              | 27  | 26 | 7  | 6  | 13 | 34 | 48 | -14  |
| 13   | Sporting Club Steinfort (P)   | 21  | 26 | 5  | 6  | 15 | 21 | 54 | -33  |
| 14   | FC Avenir Beggen              | 13  | 26 | 3  | 4  | 19 | 16 | 75 | -59  |

| Légende : Qualifications et relégations | Légende : Qualifications et relégations                                                            |
| --------------------------------------- | -------------------------------------------------------------------------------------------------- |
|                                         | Ligue des champions de l'UEFA 2009-2010 (1er Tour de qualification des champions)                  |
|                                         | Ligue Europa 2009-2010 (2e Tour de qualification)                                                  |
|                                         | Ligue Europa 2009-2010 (1er Tour de qualification)                                                 |
|                                         | Qualification pour le barrage de relégation en Promotion d'Honneur                                 |
|                                         | Relégation en Promotion d'Honneur                                                                  |
|                                         | (T) : Tenant du titre 2007-2008 (P) : Promu en 2007-2008 (C) : Vainqueur de la Coupe du Luxembourg |

### Matchs
| Résultats (▼dom., ►ext.)                                   | Beg | Dif | Dud | Etz | Fol | Gre | Esc | Kae | Nie | Rac | Rap | Rum | Ste | Swi |
| FC Avenir Beggen                                           |     | 0-2 | 0-2 | 0-1 | 1-4 | 1-2 | 0-2 | 1-1 | 0-3 | 1-0 | 0-4 | 0-2 | 0-0 | 1-3 |
| FC Differdange 03                                          | 1-1 |     | 1-4 | 2-1 | 2-3 | 2-2 | 2-1 | 1-4 | 4-0 | 2-2 | 2-0 | 2-1 | 1-1 | 2-1 |
| F91 Dudelange                                              | 5-0 | 1-2 |     | 2-0 | 4-3 | 1-3 | 4-0 | 3-1 | 3-0 | 6-0 | 1-1 | 3-2 | 9-0 | 4-2 |
| Etzella Ettelbruck                                         | 2-3 | 3-1 | 0-3 |     | 3-0 | 3-0 | 2-2 | 1-1 | 4-4 | 3-3 | 1-1 | 0-2 | 2-0 | 2-0 |
| Fola Esch                                                  | 3-1 | 2-3 | 0-2 | 1-4 |     | 2-2 | 3-0 | 0-1 | 2-0 | 3-0 | 1-0 | 0-0 | 2-4 | 3-1 |
| CS Grevenmacher                                            | 6-1 | 2-0 | 0-0 | 6-0 | 1-1 |     | 1-1 | 3-3 | 0-0 | 0-0 | 1-0 | 1-3 | 4-0 | 0-1 |
| AS La Jeunesse d'Esch                                      | 1-1 | 1-1 | 1-1 | 3-1 | 1-1 | 3-1 |     | 4-0 | 2-3 | 2-1 | 1-0 | 3-1 | 0-0 | 0-0 |
| UN Käerjeng                                                | 2-0 | 1-3 | 0-3 | 2-3 | 0-1 | 0-2 | 1-4 |     | 3-1 | 2-1 | 2-1 | 3-0 | 1-2 | 0-0 |
| Progrès Niedercorn                                         | 8-0 | 2-3 | 1-1 | 2-2 | 4-0 | 1-4 | 2-2 | 2-1 |     | 3-3 | 0-2 | 3-3 | 3-0 | 1-1 |
| Racing FC Union Luxembourg                                 | 9-0 | 2-2 | 0-2 | 3-1 | 2-2 | 1-3 | 0-2 | 1-4 | 0-1 |     | 3-0 | 3-4 | 3-1 | 1-0 |
| Rapid Mansfeldia Hamm Benfica                              | 5-0 | 0-1 | 1-1 | 3-1 | 2-2 | 2-2 | 1-1 | 1-0 | 3-0 | 0-2 |     | 4-2 | 2-1 | 1-3 |
| US Rumelange                                               | 3-0 | 1-3 | 0-1 | 0-0 | 4-1 | 1-1 | 0-2 | 0-5 | 1-5 | 1-2 | 0-0 |     | 2-1 | 0-1 |
| Sporting Club Steinfort                                    | 3-1 | 0-3 | 0-3 | 1-1 | 0-2 | 1-5 | 0-3 | 2-1 | 0-0 | 0-2 | 0-1 | 3-0 |     | 1-1 |
| Swift Hesperange                                           | 1-3 | 1-3 | 0-1 | 3-2 | 0-1 | 1-3 | 0-3 | 2-0 | 0-4 | 3-1 | 1-3 | 1-1 | 2-0 |     |
| - Victoire à domicile - Match nul - Victoire à l'extérieur |     |     |     |     |     |     |     |     |     |     |     |     |     |     |

### Barrage
L'US Rumelange, douzième de Division Nationale affronte la troisième meilleure équipe de Promotion d'Honneur, le FC Erpeldange 72 pour tenter de se maintenir. Le club de l'élite remporte la rencontre et se maintient en première division.
| Équipe 1          | Résultat | Équipe 2              |
| ----------------- | -------- | --------------------- |
| US Rumelange (D1) | 2 - 0    | FC Erpeldange 72 (D2) |

## Bilan de la saison
| Championnat du Luxembourg de football 2008-2009 |                          |
| Champion                                        | F91 Dudelange (8e titre) |
| Dauphin                                         | FC Differdange 03        |
| Coupes et trophées                              |                          |
| Vainqueur de la Coupe du Luxembourg 2008-2009   | F91 Dudelange            |
| Qualifications continentales                    |                          |
| Ligue des champions de l'UEFA 2009-2010         | F91 Dudelange            |
| Ligue Europa 2009-2010                          | FC Differdange 03        |
| Ligue Europa 2009-2010                          | CS Grevenmacher          |
| Ligue Europa 2009-2010                          | UN Käerjeng              |
| Promotions et relégations                       |                          |
| Promus en Division nationale                    | CS Pétange               |
| Promus en Division nationale                    | FC Mondercange           |
| Relégués en Promotion d'honneur                 | FC Avenir Beggen         |
| Relégués en Promotion d'honneur                 | Sporting Club Steinfort  |